# Faza
Faza est une localité du comté de Lamu et un des deux chefs-lieux de district de l'île de Pate sur la « côte nord » du Kenya.

## Description
C'est une île-cité de forme ovoïde de 245 ha située au nord-est de l'île de Pate à laquelle elle est reliée par le seul pont, d'une longueur de 375 m, de l'archipel de Lamu. Elle est entourée de mangroves et reliée à l'océan Indien par un chenal maritime naturel débouchant dans le baie de Kiwaihu.

## Historique
La plus ancienne mention de Faza date du XIIIe siècle lorsqu'elle fut détruite par l'armée du sultan de Pate.
Reconstruite, elle est de nouveau détruite et les habitants massacrés jusqu'au dernier par les Portugais en 1787 en représailles du fait que la cité était un des repaires du pirate turc Mirale Bey. Elle est réédifiée par les Portugais qui la baptisent sous le nom d'Ampaza, y construisent une chapelle, dont toute trace a disparu, et en font un centre administratif. Les Britanniques, puis l’État kényan lui conserveront, plus tard, ce statut de centre administratif.
Le 5 septembre 2009, un incendie ravage 450 bâtiments, dont l’hôpital, laissant 2 500 personnes sans abri. Depuis 2013, la cité est entièrement reconstruite grâce aux dons de bailleurs de fonds dont la diaspora kényane et l’État français qui s'est plus particulièrement concentré sur la réédification de l’hôpital.